# Aceburinska kiselina
Aceburinska kiselina (INN), takođe poznata kao 4-acetoksibutanoinska kiselina ili 4-hidroksibutirna kiselina acetat, je lek opisan kao analgetik koji nikada nije plasiran na tržište. To je acetil estar gama-hidroksibutirata (GHB, koji je 4-hidroksibutanska kiselina), i bazirano je na njegovom strukturnom odnosu sa GHB, verovatno će se ponašati kao njegov prolek.

## Osobine
Aceburinska kiselina je organsko jedinjenje, koje sadrži 6 atoma ugljenika i ima molekulsku masu od 146,141 .
| Osobina                  | Vrednost |
| ------------------------ | -------- |
| Broj akceptora vodonika  | 4        |
| Broj donora vodonika     | 1        |
| Broj rotacionih veza     | 5        |
| Particioni koeficijent ( | 0,1      |
| Rastvorljivost (logS, log(mol/L))       | -0,7     |
| Polarna površina (PSA, Å2)  | 63,6     |

## Literatura
- Hardman JG, Limbird LE, Gilman AG (2001). Goodman & Gilman's The Pharmacological Basis of Therapeutics (10. изд.). New York: McGraw-Hill. ISBN 0071354697. doi:10.1036/0071422803.
- Thomas L. Lemke; David A. Williams, ур. (2007). Foye's Principles of Medicinal Chemistry (6. изд.). Baltimore: Lippincott Willams & Wilkins. ISBN 0781768799.